# SN 2006gs
SN 2006gs – supernowa typu II odkryta 22 września 2006 roku w galaktyce NGC 3977. W momencie odkrycia miała maksymalną jasność 17,00m.